# Geosternbergia
Geosternbergia is een geslacht van uitgestorven pterosauriërs, behorend tot de groep van de Pterodactyloidea, dat tijdens het Laat-Krijt leefde in het gebied van het huidige Noord-Amerika.

## Vondst en naamgeving
In de herfst van 1952 vond George Fryer Sternberg bij Bogue het fossiel van een pterosauriër. Het werd aangezien voor een exemplaar van Pteranodon maar ook werd meteen begrepen dat het specimen enkele geheel nieuwe kenmerken toonde. Daarom werd het in 1966 door John Christian Harksen benoemd als een nieuwe soort van dat geslacht: Pteranodon sternbergi, waarvan de soortaanduiding Sternberg eerde. In 1972 schiep Halsey Wilkinson Miller er een eigen ondergeslacht Sternbergia voor, zodat de soortnaam Pteranodon (Sternbergia) sternbergi werd. Ook bracht hij er de soort Pteranodon walkeri bij onder als een Pteranodon (Sternbergia) walkeri. Na enkele jaren attendeerde taxonoom Kenneth Kinman Miller erop dat Sternbergia al een bezette naam was: de echte Sternbergia Jordan 1925 is een uitgestorven haring. Miller was niet de eerste die deze fout maakte: in 1970 had Carlos de Paula Couto een uitgestorven buideldier Sternbergia itaboraiensis genoemd. Miller wijzigde hierop de subgenerieke naam in Geosternbergia, zodat de soortnamen Pteranodon (Geosternbergia) sternbergi en Pteranodon (Geosternbergia) walkeri werden. De nieuwe naam was een simpele samentrekking van George Sternberg. In 1991 maakte George Olshevsky er een vol geslacht van, zodat de soortnamen nu Geosternbergia sternbergi en Geosternbergia walkeri werden. In 1994 herzag Christopher Bennett het geslacht Pteranodon echter; hij zag Pteranodon sternbergi als een van de twee geldige soorten van het geslacht en zijn opvatting werd dominant: de naam Geosternbergia kwam zelden in de literatuur voor.

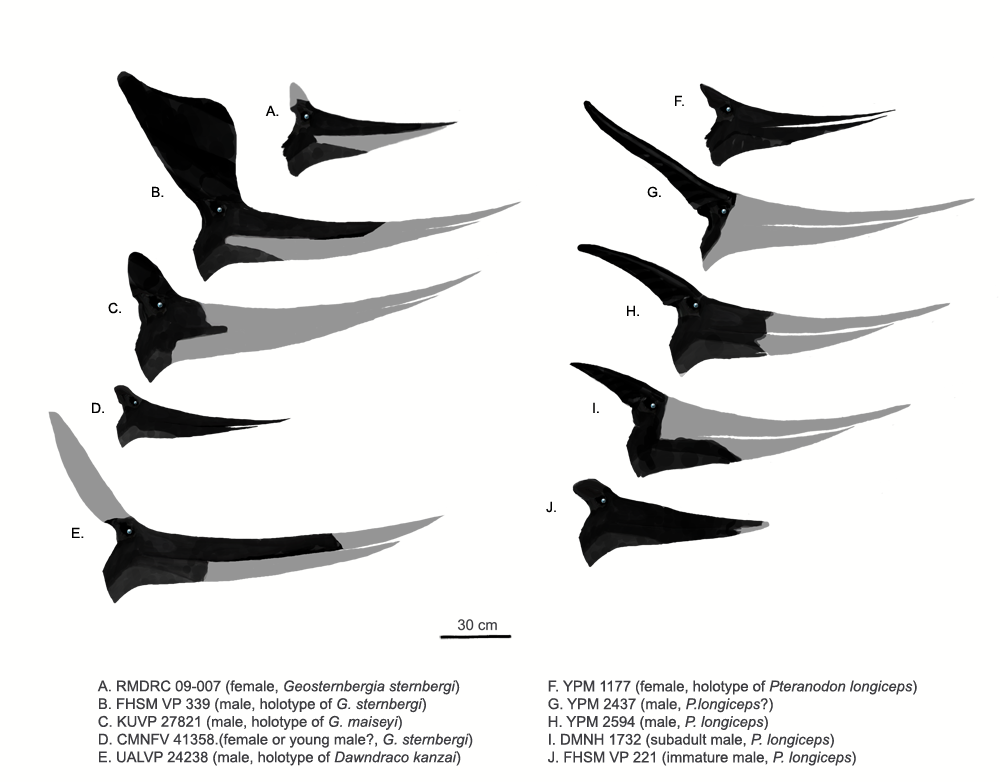
Pteranodontide schedels met midden links de holotypen van G. sternbergi en G. maiseyi

In 2010 splitste de invloedrijke paleontoloog Alexander Kellner het geslacht Pteranodon alsnog. Een belangrijk motief voor Bennett om twee soorten in eenzelfde geslacht te onderscheiden was zijn conclusie dat P. sternbergi de directe voorouder moest zijn geweest van de andere pteranodonsoort, P. longiceps. Kellner echter meende dat Kenneth Carpenter in 2003 van een specimen vastgesteld had dat het even oud was als de fossielen van P. longiceps maar meer op P. sternbergi leek; tegelijkertijd stelde Kelner dat een afwijkend exemplaar dat eerder aan P. sternbergi was toegewezen een eigen geslacht vertegenwoordigde: Dawndraco. Dat alles maakte een enkelvoudige afstammingslijn onwaarschijnlijk. Daarbij was Kellner sceptisch over Bennetts toepassing van het biologisch soortbegrip waarbij allerlei variaties in bouw verklaard worden als het gevolg van rijpingsverschillen en seksuele dimorfie; het leek hem veiliger het taxonomisch soortbegrip toe te passen en wat er op het eerste gezicht uitzag als een apart taxon dat ook als zodanig te benoemen. Hierom deed hij de geslachtsnaam Geosternbergia herleven zodat de oudere soort weer een Geosternbergia sternbergi werd. Voor het specimen dat Carpenter bestudeerd had, benoemde hij een andere soort van Geosternbergia: Geosternbergia maiseyi. De soortaanduiding eert de ichtyoloog John Graham Maisey met wie Kellner jarenlang samengewerkt had bij de bestudering van de fossielen van de Braziliaanse Santanaformatie. Geosternbergia walkeri erkende Kellner niet als een aparte soort; hij zag hem als identiek aan Pteranodon longiceps.
Het holotype van Geosternbergia sternbergi, meteen het genoholotgype van het geslacht, is FHSM VP 339, een schedel waarvan de snuitpunt ontbreekt, met gedeeltelijke onderkaken. Het maakt deel uit van de collectie van het Fort Hays State Museum. Het is gevonden in het onderste deel van de Smoky Hill Chalk-afzetting van de Niobraraformatie die dateert uit het Coniacien-Santonien, ongeveer 86 miljoen jaar oud.
Het holotype van Geosternbergia maiseyi is KUVP 27821 en is bij Edgemont in South Dakota gevonden in een laag van de Sharon Springs-formatie die dateert uit het Campanien. Het maakt deel uit van de collectie van het Natural History Museum of the University of Kansas en bestaat uit het achterste deel van een schedel.
Behalve deze holotypen zijn ook andere specimina eerder aan P. sternbergi toegeschreven. Kellner wees in zijn artikel echter geen enkel daarvan expliciet aan een van de soorten van Geosternbergia toe.

## Beschrijving

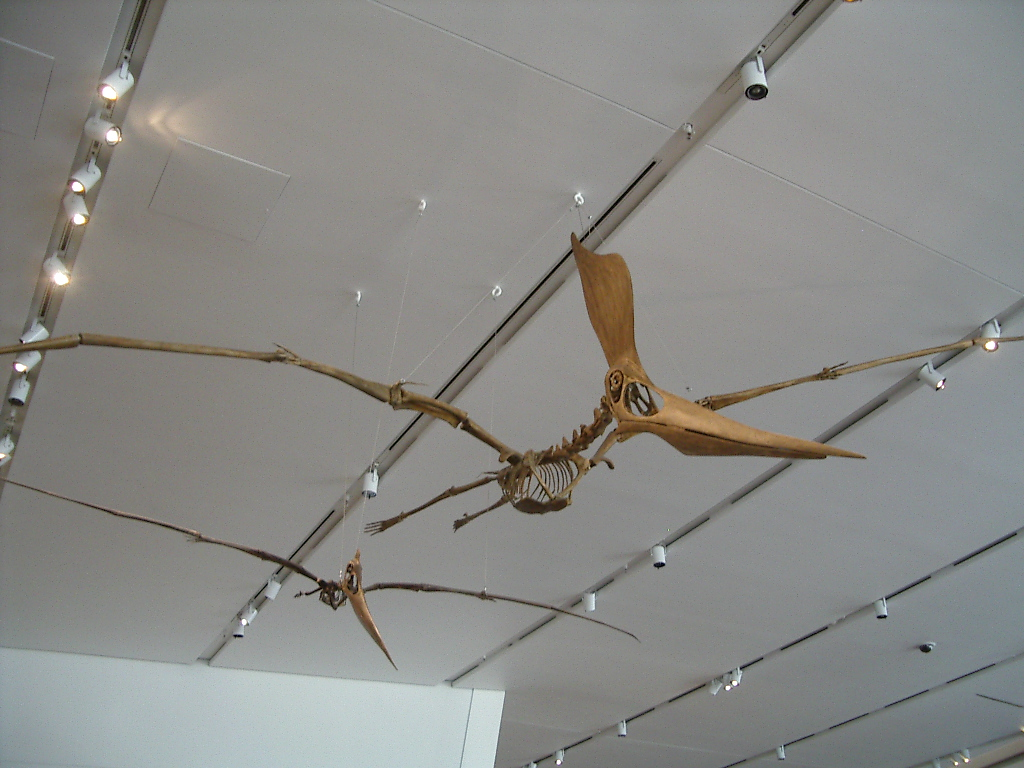
Reconstructies van een mannetje, vooraan, en een vrouwtje, achteraan, van G. sternbergi

Geosternbergia lijkt vermoedelijk sterk op Pteranodon: van pteranodontide exemplaren zonder schedel kan niet vastgesteld worden tot welke soort ze behoren omdat er voor de delen achter de schedel, de postcrania, nooit een onderscheidend kenmerk is gevonden. Dit hangt echter ook samen met een gebrek aan meer volledige skeletten. De duizenden pterosauriërfossielen uit de Niobrara zijn meestal erg fragmentarisch. Al deze soorten hebben een korte romp, relatief zwakke poten en zeer lange vleugels.
Onderscheidende kenmerken kunnen dus slechts in de schedel gevonden worden. Volgens Kellner gaat het daarbij voor het geslacht Geosternbergia als geheel om de volgende: het bezit van een grote en omhooggerichte kam op de voorhoofdsbeenderen; het profiel van de voorkant van deze kam is bollend; de praemaxilla heeft een achterste uitsteeksel dat de voorrand van de kam vormt en deze loopt door tot een punt vóór of ter hoogte van de voorrand van de oogkas; dit praemaxillair uitsteeksel maakt een hoek van 40° of meer met de kaaklijn; het onderste slaapvenster is breder en ovaler dan bij Pteranodon of Dawndraco.

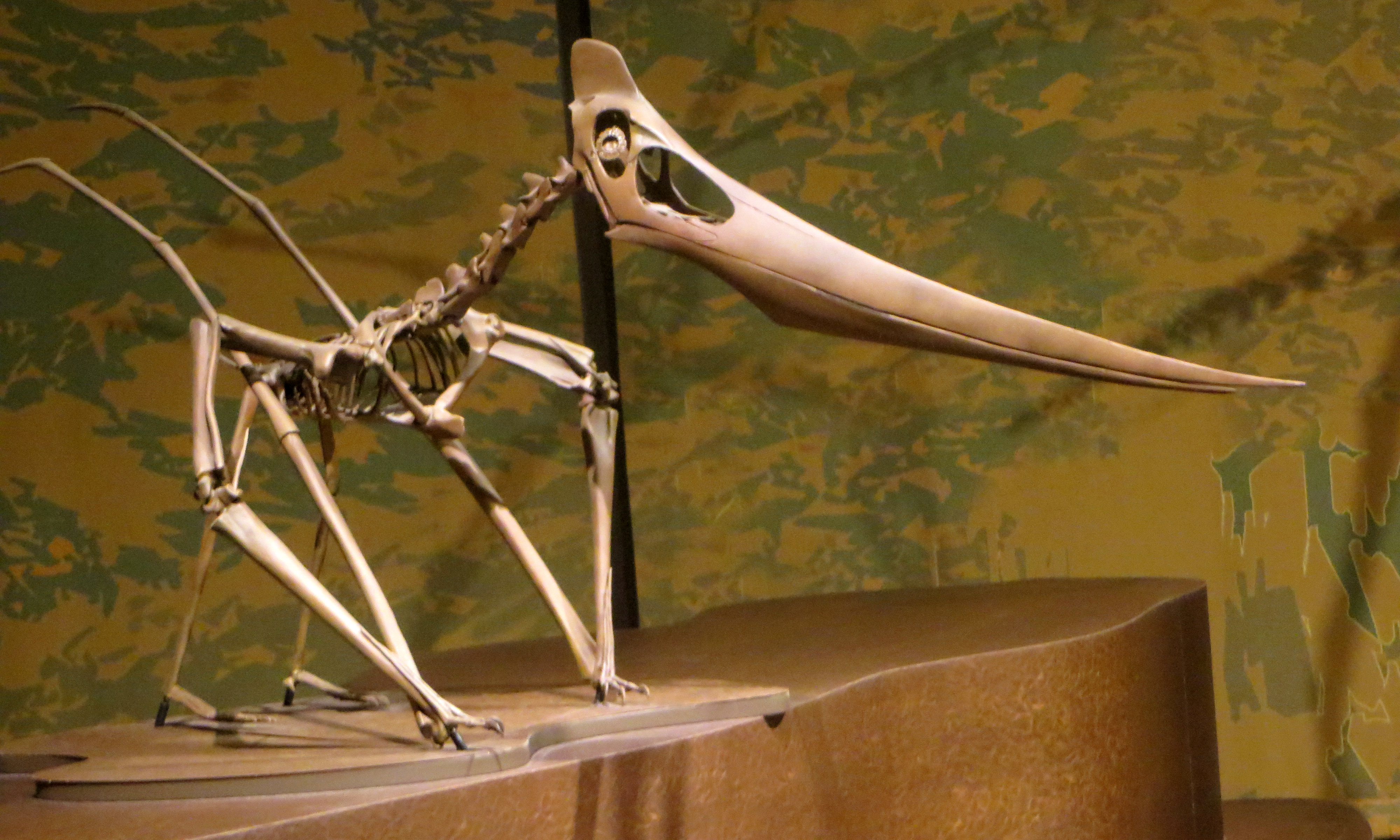
Een model van specimen NMC41-358, dat wel is gezien als het vrouwtje van G. sternbergi

De onderscheidende kenmerken van G. sternbergi zouden volgens Kellner deze zijn: de kam is veel groter dan bij G. maiseyi en verdrievoudigt de hoogte van de schedel; de achterste uitloper van de praemaxilla die de voorrand van de kam vormt, is zeer lang; hij loopt ongeveer verticaal; hij eindigt een stuk vóór de oogkas; de bovenrand van de schedel is op het punt vóór de oogkas hol.
Verschillende eigenschappen die Benett nog als typerend had gezien, zoals een verder doorlopen van de praemaxilla dan de punt van de onderkaken, konden door Kellner niet bevestigd worden.
De onderscheidende kenmerken van G. maiseyi zouden zijn: de schedelkam is lager dan bij G. sternbergi en verdubbelt slechts de hoogte van de schedel; het achterste uitsteeksel van de praemaxilla maakt een hoek van 55° met de onderkant van de schedel; dit uitsteeksel eindigt ter hoogte van de voorrand van de oogkas; de bovenrand van de grote schedelopening, de fenestra nasoantorbitalis, loopt recht wat een relatief grotere opening suggereert dan bij andere pteranodontiden; de lange as van de oogkas loopt ongeveer verticaal'; de onderrand van het jukbeen is holler dan bij andere pteranodontiden.

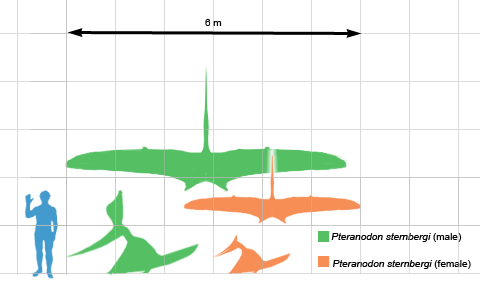
Een vergelijking in grootte tussen G. sternbergi en een mens

De schedel van het holotype van G. sternbergi heeft een aanzienlijke omvang en vertegenwoordigt het grootste goed bekende pterosauriërexemplaar uit de Niobrara. Harksen schatte de spanwijdte van het dier op zo'n negen meter. Latere schattingen overtroffen dit nog: er werd gesproken over een vlucht van wel 9,7 meter. In dat geval zou het om een ware reus gaan met een gewicht van een tachtig à negentig kilogram. Bennett stelde in 2001 de spanwijdte echter bij tot 7,25 meter met een gewicht van zo'n veertig kilogram.
De kam van G. sternbergi verschilt met die van Pteranodon doordat hij korter is, breed uitlopend is in plaats van spits, een bolle voorrand heeft en meer naar voren gericht is. Bij het holotype, een kennelijk volwassen exemplaar, zijn de verschillen zeer duidelijk. Jongere exemplaren hadden minder goed ontwikkelde kammen en Kellner acht het voorbarig om daarvan te bepalen of ze tot G. sternbergi of Pteranodon behoren.

## Fylogenie
Geosternbergia is door Kellner ondergebracht bij de Pteranodontidae. Hij publiceerde in het benoemende artikel geen exacte kladistische analyse die binnen de Pteranodontidae de verwantschap tussen G. sternbergi, G. maiseyi, Pteranodon en Dawndraco verduidelijkte. Een potentieel probleem is dat als in zo'n analyse de beide soorten van Geosternbergia niet het nauwst aan elkaar verwant zijn, dit voor andere onderzoekers een argument zal zijn alle vier de vormen onder een overkoepelend Pteranodon te blijven scharen.